# Administration territoriale de la Corée du Sud
L'administration territoriale de la Corée du Sud est la gestion du territoire de cet État de l'Extrême-Orient sous forme de plusieurs régions plus ou moins autonomes.
Les principales subdivisions consistent en neuf provinces dont deux à statut spécial (do, 도, 道), six villes métropolitaines (gwangyeogsi, 광역시, 廣域市), et deux villes spéciales (teukbyeolsi, 특별시, 特別市). Administrativement, les villes ont le même statut que les provinces.
Les subdivisions secondaires sont : l'arrondissement (gu), la ville (si) et le comté (gun), qui sont eux-mêmes composés de bourgs (eup), cantons (myeon), d'arrondissements (gu), de quartiers (dong) et de villages (ri).

## Niveau provincial

### Villes spéciales
Ce sont les deux villes qui accueillent les institutions gouvernementales.
- 1- Séoul (서울특별시 ; 서울特別市), la capitale du pays. Elle a le statut de ville spéciale (teukbyeolsi, 특별시, 特別市).
- 17- Sejong (세종특별자치시 ; 世宗特別自治市) ville nouvelle accueillant les ministères à partir de 2013. C'est une ville spéciale autonome (teukbyeoljachi-si, 특별자치시, 特別自治市).

Séoul est divisée en gu (arrondissement ou district), et Sejong est divisée en dong (quartier), eup (bourg urbain) et myeon (canton).

### Villes métropolitaines
Les six villes métropolitaines (gwangyeogsi, 광역시, 廣域市) sont :
- 2 - Pusan (autre romanisation : Busan) (부산광역시 ; 釜山廣域市)
- 3 - Daegu (대구광역시 ; 大邱廣域市)
- 4 - Incheon (인천광역시 ; 仁川廣域市)
- 5 - Gwangju (광주광역시 ; 光州廣域市)
- 6 - Daejeon (대전광역시 ; 大田廣域市)
- 7 - Ulsan (울산광역시 ; 蔚山廣域市)

Les villes de Gwangju et Daejeon sont divisées en gu (arrondissement). Les autres villes métropolitaines sont partagées en gu (arrondissement) et en gun (comté).

### Provinces
Les neuf provinces, (do, 도, 道) sont :
- 8 - Gyeonggi (경기도 ; 京畿道)
- 9 - Gangwon (강원도 ; 江原道) (province autonome spéciale)
- 10 - Chungcheong du Nord (충청북도 ; 忠清北道)
- 11 - Chungcheong du Sud (충청남도 ; 忠清南道)
- 12 - Jeolla du Nord (전라북도 ; 全羅北道) (province autonome spéciale)
- 13 - Jeolla du Sud (전라남도 ; 全羅南道)
- 14 - Gyeongsang du Nord (경상북도 ; 慶尚北道)
- 15 - Gyeongsang du Sud (경상남도 ; 慶尚南道)
- 16 - Jeju (제주도 ; 濟州道) (province autonome spéciale)

Les provinces sont divisées en si (villes) et en gun (comtés).
La province autonome de Jeju est divisé en deux si (villes) : Seogwipo et Jeju.
| Code  | Emblème | Nom officiel en français,          | Hangeul        | Hanja          | Type                       | Population (2020) | Superficie (km2) | Densité (hab/km2) |
| ----- | ------- | ---------------------------------- | -------------- | -------------- | -------------------------- | ----------------- | ---------------- | ----------------- |
| KR-11 |         | Séoul                              | 서울특별시     | 서울特別市     | Ville spéciale             | 9 586 195         | 605,20           | 15 578,16         |
| KR-26 |         | Pusan                              | 부산광역시     | 釜山廣域市     | Ville métropolitaine       | 3 349 016         | 770,04           | 4 309,46          |
| KR-27 |         | Daegu                              | 대구광역시     | 大邱廣域市     | Ville métropolitaine       | 2 410 700         | 883,49           | 2 675,25          |
| KR-28 |         | Incheon                            | 인천광역시     | 仁川廣域市     | Ville métropolitaine       | 2 945 454         | 1 062,63         | 2 782,40          |
| KR-29 |         | Gwangju                            | 광주광역시     | 光州廣域市     | Ville métropolitaine       | 1 477 573         | 501,24           | 2 855,02          |
| KR-30 |         | Daejeon                            | 대전광역시     | 大田廣域市     | Ville métropolitaine       | 1 488 435         | 539,85           | 2 681,14          |
| KR-31 |         | Ulsan                              | 울산광역시     | 蔚山廣域市     | Ville métropolitaine       | 1 135 423         | 1 057,14         | 1 047,01          |
| KR-50 |         | Ville spéciale autonome de Sejong  | 세종특별자치시 | 世宗特別自治市 | Ville spéciale autonome    | 346 275           | 465,23           | 824,93            |
| KR-41 |         | Province du Gyeonggi               | 경기도         | 京畿道         | Province                   | 13 511 676        | 10 184           | 1 336,10          |
| KR-42 |         | État du Gangwon                    | 강원특별지치도 | 江原特別自治道 | Province autonome spéciale | 1 521 763         | 16 875           | 91,06             |
| KR-43 |         | Province du Chungcheong du Nord    | 충청북도       | 忠淸北道       | Province                   | 1 632 088         | 7 433            | 215,34            |
| KR-44 |         | Province du Chungcheong du Sud     | 충청남도       | 忠淸南道       | Province                   | 2 176 636         | 8 204            | 258,08            |
| KR-45 |         | État de Jeonbuk                    | 전북특별자치도 | 全北特別自治道 | Province autonome spéciale | 1 802 766         | 8 067            | 219,31            |
| KR-46 |         | Province du Jeolla du Sud          | 전라남도       | 全羅南道       | Province                   | 1 788 807         | 12 247           | 147,36            |
| KR-47 |         | Province du Gyeongsang du Nord     | 경상북도       | 慶尙北道       | Province                   | 2 644 757         | 19 030           | 136,64            |
| KR-48 |         | Province du Gyeongsang du Sud      | 경상남도       | 慶尙南道       | Province                   | 3 333 056         | 10 533           | 311,26            |
| KR-49 |         | Province autonome spéciale de Jeju | 제주특별자치도 | 濟州特別自治道 | Province autonome spéciale | 670 858           | 1 849            | 366,74            |

## Niveau municipal

### Si (ville)
Un si (« ville »,,, ; 시 ; 市) est une des deux divisions des provinces avec le gun. Elle possède une population d'au moins 150 000 habitants : lorsqu'un comté (gun) atteint cette population, il devient une ville. Toute ville de plus de 500 000 habitants est divisée en arrondissements (gu), eux-mêmes divisés en quartiers (dong). Toute ville de moins de 500 000 habitants est directement divisée en quartiers (dong).

### Gun (comté)
Un gun (« comté »,,,, « district », « district rural »; 군; 郡) est, avec les si, une subdivision des provinces ainsi que des villes métropolitaines de Pusan, Daegu, Incheon et Ulsan, avec les gu.
Un comté a une population inférieure à 150 000 habitants (autrement, ils deviennent des villes) et a un caractère plus rural que les villes ou les arrondissements. Un comté est subdivisé en municipalités qui sont appelées eup  (« bourg » ; 읍 ; 邑) pour les plus peuplées et myeon (« canton », ou communes « rurales » ; 면 ; 面) pour les plus petites.

### Gu (arrondissement)
Un gu (« arrondissement »,,, « district »,, ;구 ; 區) compose la majorité des villes de plus de 500 000 habitants, bien que les villes métropolitaines de Pusan, Daegu, Incheon et Ulsan possèdent aussi des gun. Les gu ont des pouvoirs semblables à ceux des arrondissements de Londres et de New York[réf. souhaitée]. Ceux de Séoul et des villes métropolitaines ont cependant plus de pouvoirs. Les gu sont divisés en quartiers (dong) .

## Niveau infra-communal

### Eup (bourg)
Un eup  (« bourg », ou « petite ville », « commune urbaine » ; 읍 ; 邑) est une subdivision composant les comtés (gun) et les villes (si) ayant une population inférieure à 500 000 habitants. La population minimum requise pour devenir un eup est de 20 000 habitants. Le bourg principal du district est qualifié de eup quelle que soit sa taille.

### Myeon (canton)
Un myeon (« canton »  ou « commune rurale » ; 면 ; 面) est, avec le eup, une division des comtés (gun) et des villes (si) de moins de 500 000 habitants. Leur population minimale est de 6 000 habitants : ils sont donc moins peuplés et plus ruraux que les eup. Ils sont divisés en villages (ri).

### Dong (quartier)
Un dong (« quartier », ; 동 ; 洞) est une division des arrondissements (gu), et de certaines villes (si) n'étant pas divisées en arrondissements. C'est la plus petite subdivision urbaine. Certains dong sont divisés en plusieurs dongs administratifs, différenciés par des numéros comme c'est le cas avec le Myeongjang 1-dong et le Myeongjang 2-dong pour Dongnae-gu à Busan. Certains quartiers très peuplés, par exemple à Séoul et Suwon, sont divisés en ga (가 ; 街), mais seulement pour fins d'adresses.

### Ri (village)
Le ri (« village » ; 리 ; 里) est la seule subdivision des eups et des myeons. C'est la subdivision rurale la plus petite.

## Projet de nouvelle capitale
En décembre 2003, la loi de délocalisation de la capitale Séoul, menacée d'hypertrophie, vers la province de Chungcheong du Sud à 160 kilomètres plus au sud, fut votée par le parti uri du président Roh et l'opposition du GPN de Park Geun-hye.
Le gouvernement de Corée du Sud désigna en 2004 un site d’une superficie de quelque 71 km2, comme étant celui d'une nouvelle capitale construite de toutes pièces, baptisée Sejong, en l'honneur de Sejong le Grand, et située à une vingtaine de kilomètres à l'ouest de Cheongju et à une trentaine au nord de Daejeon. Mais, fin octobre 2004, la Cour constitutionnelle déclarait que la localisation de la capitale nationale était implicitement du domaine constitutionnel.
Il faudrait pour que la délocalisation soit effective que l'amendement de délocalisation soit voté comme une modification constitutionnelle sanctionnée d'une part par un vote à la majorité des 2/3 à l'Assemblée, d'autre part par un référendum national. Après de longs débats, un compromis est adopté fin 2010 prévoyant le déménagement de 36 ministères et agences publiques et la création de la ville spéciale de Sejong.